# Lista de deputados estaduais da Bahia da 3.ª legislatura
Essa é uma lista de deputados estadual da Bahia eleitos para o período 1955-1959. Foram 60 eleitos.

## Composição das bancadas
| Partido | Líder                    | Bancada | Posição      |
| ------- | ------------------------ | ------- | ------------ |
| PSD     | Flaviano Osório Pimentel | 14 / 60 | Oposição     |
| UDN     | Raymundo Accioly Borges  | 11 / 60 | Governo      |
| PR      | Francisco Rocha Pires    | 9 / 60  | Independente |
| PTB     | Clemens Vaz Sampaio      | 8 / 60  | Governo      |
| PL      | Antônio Lomanto Júnior   | 5 / 60  | Independente |
| PDC     | José André Cruz          | 5 / 60  | Oposição     |
| PSP     | Elziro Borja de Macedo   | 3 / 60  | Independente |
| PST     | Oldack de Carvalho Neves | 2 / 60  | Governo      |
| PRP     | Nelson David Ribeiro     | 2 / 60  | Independente |
| PSB     | José Nestor de Paiva     | 1 / 60  | Oposição     |

## Deputados estaduais
| Número | Deputados estaduais eleitos       | Partido | Votação | Percentual | Cidade onde nasceu     | Unidade federativa |
| 46957  | Adenor Souza Soares               | PSP     | 4.021   |            | Feira de Santana       | Bahia              |
| 22860  | Aluísio da Costa Short            | UDN     | 5.755   |            | Salvador               | Bahia              |
| 42176  | Álvaro Peçanha Martins            | PL      | 3.880   |            | Salvador               | Bahia              |
| 41360  | Amarílio Benjamin da Silva        | PSD     | 4.943   |            | Castro Alves           | Bahia              |
| 14415  | Américo Lisboa                    | PTB     | 3.982   |            | Salvador               | Bahia              |
| 41646  | Antônio Brito da Silva            | PSD     | 9.007   |            | Ribeira do Amparo      | Bahia              |
| 22897  | Antônio Carlos Magalhães          | UDN     | 3.990   |            | Salvador               | Bahia              |
| 41676  | Antônio da Silva Fernandes        | PSD     | 5.739   |            | Caculé                 | Bahia              |
| 42567  | Antônio Lomanto Júnior            | PL      | 7.347   |            | Jequié                 | Bahia              |
| 14852  | Arnaldo Rodrigues da Silveira     | PTB     | 3.959   |            | Salvador               | Bahia              |
| 41925  | Arthur Leite da Silveira          | PSD     | 4.878   |            | Barra                  | Bahia              |
| 14936  | Carlos Aníbal Correia             | PTB     | 5.907   |            | Cachoeira              | Bahia              |
| 41255  | Carlos Fernando Souza Dantas      | PSD     | 4.671   |            | Feira de Santana       | Bahia              |
| 22720  | Cícero Dantas Martins             | UDN     | 7.318   |            | Jeremoabo              | Bahia              |
| 14151  | Clemens Vaz Sampaio               | PTB     | 5.754   |            | Amargosa               | Bahia              |
| 46213  | Elziro Borja de Macedo            | PSP     | 5.305   |            | Itapetinga             | Bahia              |
| 41156  | Flaviano Osório Pimentel          | PSD     | 7.465   |            | Itaparica              | Bahia              |
| 20503  | Francelino Gualberto da Silva     | PR      | 3.952   |            | Ibicuí                 | Bahia              |
| 41480  | Francisco Batista Neves Filho     | PSD     | 8.476   |            | Caetité                | Bahia              |
| 41575  | Francisco Peixoto Júnior          | PSD     | 4.636   |            | Poções                 | Bahia              |
| 20450  | Francisco Rocha Pires             | PR      | 5.520   |            | Jacobina               | Bahia              |
| 14761  | Waldir Pires                      | PTB     | 7.162   |            | Acajutiba              | Bahia              |
| 20778  | Hélio Vitor Ramos                 | PR      | 7.860   |            | Recife                 | Pernambuco         |
| 20874  | Humberto Guedes de Araújo         | PR      | 4.468   |            | Santo Antônio de Jesus | Bahia              |
| 41627  | João Bião de Cerqueira            | PSD     | 5.422   |            | São Francisco do Conde | Bahia              |
| 42960  | João Borges de Figueiredo         | PL      | 8.036   |            | Macaúbas               | Bahia              |
| 22673  | João Carlos Tourinho Dantas       | UDN     | 5.192   |            | Salvador               | Bahia              |
| 41806  | João de Carvalho Sá               | PSD     | 5.573   |            | Jeremoabo              | Bahia              |
| 17491  | Joaquim Alves da Cruz Rios        | PDC     | 2.315   |            | Santo Amaro            | Bahia              |
| 22895  | Josafá Paranhos de Azevedo        | UDN     | 6.481   |            | Alagoinhas             | Bahia              |
| 42913  | Josaphat Marinho                  | PL      | 4.979   |            | Ubaíra                 | Bahia              |
| 20865  | José Adelmário Pinheiro           | PR      | 4.078   |            | Pojuca                 | Bahia              |
| 46674  | José Almeida de Magalhães         | PSP     | 3.929   |            | Salvador               | Bahia              |
| 17656  | José André Cruz                   | PDC     | 4.856   |            | São Sebastião do Passé | Bahia              |
| 41250  | José Marques Chagas               | PSD     | 4.736   |            | Salvador               | Bahia              |
| 20257  | José Medrado Vaz Santos           | PR      | 4.320   |            | Macaúbas               | Bahia              |
| 42203  | José Moreira Caldas               | PL      | 6.023   |            | Itapicuru              | Bahia              |
| 40864  | José Nestor de Paiva Lima         | PSB     | 7.149   |            | Campo Formoso          | Bahia              |
| 41872  | Ladislau Azevedo Cavalcanti       | PSD     | 4.704   |            | Esplanada              | Bahia              |
| 52662  | Luiz Paulo Athayde                | PST     | 2.891   |            | Salvador               | Bahia              |
| 14585  | Marcelino Lourenço Ribeiro        | PTB     | 3.992   |            | São João do Piauí      | Piauí              |
| 17951  | Menandro José Minahim             | PDC     | 3.157   |            | Salvador               | Bahia              |
| 22896  | Nathan Coutinho                   | UDN     | 5.350   |            | Valença                | Bahia              |
| 44546  | Nelson David Ribeiro              | PRP     | 6.468   |            | Camamu                 | Bahia              |
| 22624  | Nelson de Souza Sampaio           | UDN     | 4.929   |            | Macajuba               | Bahia              |
| 52923  | Oldack de Carvalho Neves          | PST     | 2.875   |            | Caculé                 | Bahia              |
| 22319  | Orlando Ferreira Spínola          | UDN     | 4.449   |            | Salvador               | Bahia              |
| 20788  | Orlando Moscoso Barreto de Araújo | PR      | 4.047   |            | Mundo Novo             | Bahia              |
| 22818  | Oscar Cardoso da Silva            | UDN     | 8.425   |            | Uauá                   | Bahia              |
| 22168  | Osmário Cavalcanti Batista        | UDN     | 7.675   |            | Esplanada              | Bahia              |
| 41210  | Oswaldo César Rios                | PSD     | 4.597   |            | Salvador               | Bahia              |
| 20772  | Osvaldo de Souza Caldas           | PR      | 3.986   |            | Jaguaquara             | Bahia              |
| 41152  | Osvaldo Ribeiro de Oliveira       | PSD     | 8.746   |            | São Gonçalo dos Campos | Bahia              |
| 14962  | Otávio Augusto Drumond            | PTB     | 4.719   |            | Teixeira de Freitas    | Bahia              |
| 14638  | Pedro Vilas Boas Catalão          | PTB     | 4.406   |            | Ilhéus                 | Bahia              |
| 22858  | Raymundo Accioly Borges           | UDN     | 3.973   |            | Porto Alegre           | Rio Grande do Sul  |
| 17184  | Reinaldo Vicente Sales            | PDC     | 3.262   |            | Barreiras              | Bahia              |
| 44318  | Rubem Rodrigues Nogueira          | PRP     | 6.217   |            | Serrinha               | Bahia              |
| 17390  | Urbano Galvão Dhon                | PDC     | 4.599   |            | Poções                 | Bahia              |
| 20573  | Wilson Lins                       | PR      | 5.031   |            | Pilão Arcado           | Bahia              |